# Brooklyn Museum
O Brooklyn Museum (ou Museu do Brooklyn), fundado em 1895 e localizado no Eastern Parkway, em Nova York na subprefeitura de Brooklyn, é o segundo maior museu de arte na cidade de Nova York, e um dos maiores nos Estados Unidos. Desde 201 Anne Pasternak é a diretora do museu.
Uma das primeiras instituições de arte no mundo, sua coleção permanente inclui mais de um milhão e meio de objetos, desde obras-primas do Antigo Egito até arte contemporânea e arte de diversas outras culturas.
Situado numa área de 52 mil m², construído em arquitetura Beaux-Arts, tem aproximadamente 650 mil visitantes por ano. Localizado na área Central de Brooklyn, o museu está a meia hora do centro de Manhattan e cerca de 15 minutos do centro de Brooklyn.
É servido pela estação de metrô Eastern Parkway–Brooklyn Museum, da linha IRT Eastern Parkway Line, e pela estação Botanic Garden, da linha Franklin Avenue Shuttle.
O museu está localizado na Washington Avenue, na subprefeitura do Brooklyn, e é vizinho do Brooklyn Botanic Garden, do  Mount Prospect Park, da área central da Brooklyn Public Library, do parque Prospect Park e dos bairros: Prospect Heights, Crown Heights e Flatbush.

## História

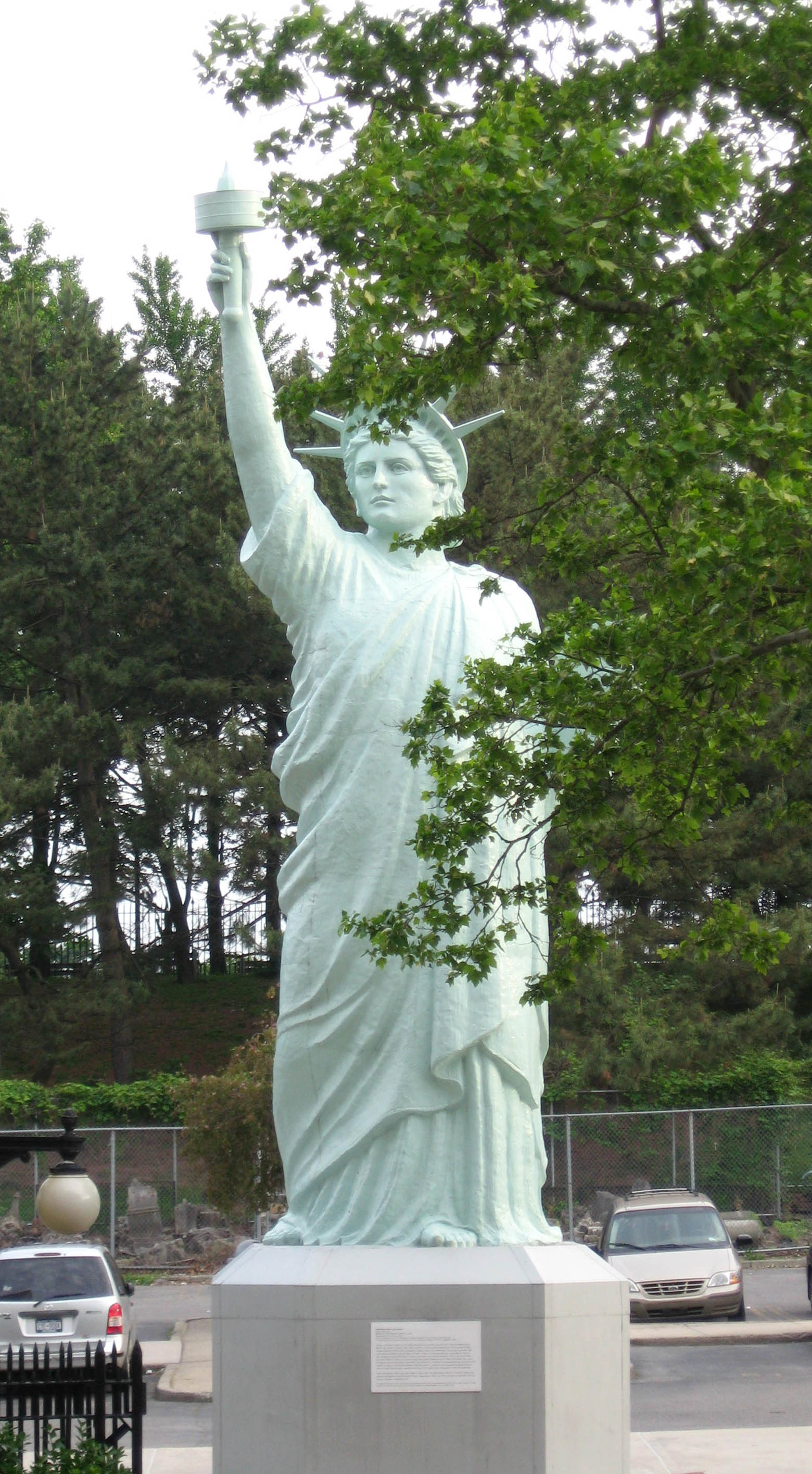
Réplica da Estátua da Liberdade no Museu do Brooklyn.

Aberto em 1897, o prédio do Museu do Brooklyn é uma estrutura de aço, construído com o padrão da alvenaria clássica, que foi desenvolvido pela famosa empresa de arquitetura McKim, Mead and White e construído pela Carlin Construction Company. 
Daniel Chester French, o notável escultor do Lincoln Memorial, foi o escultor das duas figuras alegóricas Brooklyn e Manhattan (esculpidas em 1916, e recolocadas no museu em 1963), e das figuras do frontão.
O Museu do Brooklyn mudou seu nome para Brooklyn Museum of Art em 1997. Em 21 de março de 2004, o museu anunciou que iria retomar seu antigo nome.

## Fundos
O Museu realizou a exibição de Charles Saatchi, Sensation, em 1999, resultando em uma batalha judicial contra o fundo municipal de arte de Nova York.
Em 2005, o museu estava entre as 406 instituições de arte e serviço social a receber uma parcela de 20 milhões de dólares concedida pela Carnegie Corporation, feito possivelmente através de uma doação do prefeito de Nova York Michael Bloomberg.
Entre os maiores doadores está Frank Lusk Babbott.

## Arte e exibições
O Museu do Brooklyn exibe coleções que procuram encarnar o rico patrimônio artístico das culturas do mundo. O museu é muito conhecido pelas suas caríssimas coleções de pinturas dos séculos XVII, XVIII e XIX de vários movimentos artísticos.
Em 2002, o museu adquiriu o trabalho The Dinner Party da artista feminista Judy Chicago, financiado por uma doação da The Elizabeth A. Sackler Foundation. Sua exibição permanente começou em 2007 no museu Elizabeth A. Sackler Center for Feminist Art.
Em 2008, a curadora Edna Russman anunciou que um terço da Arte copta da coleção do museu, a segunda maior da América do Norte, é falsa. Russman acredita que de cada 30 trabalhos 10 sejam falsos. Os trabalhos falsos de arte foram exibidos em uma mostra em 2009.
Artistas contemporâneos tem também sido apresentados em várias exibições, como os trabalhos de Patrick Kelly, Chuck Close, Denis Peterson, Ron Mueck, Takashi Murakami, Kiki Smith, Jim Dine, Robert Rauschenberg, Sylvia Sleigh, e William Wegman. O museu Sculpture Garden exibe peças arquitetônicas recuperadas de Nova York.

## Programas
Em 2000, o Museu do Brooklyn iniciou o Student Museum Apprentice Program no qual o museu emprega jovens, entre 13 e 17 anos, para fazerem tours nas galerias do museu durante o verão, auxiliar ao programa fim de semana familiar durante todo o ano, com palestras com o curador. Este programa serve também como um conselho juvenil para o museu e ajuda a planejar eventos para jovens.
No primeiro sábado do mês no verão, o Museu do Brooklyn fica aberto até mais tarde com eventos familiares gratuitos, que incluem artesanato, música ao vivo e festas de dança.

## Imagens

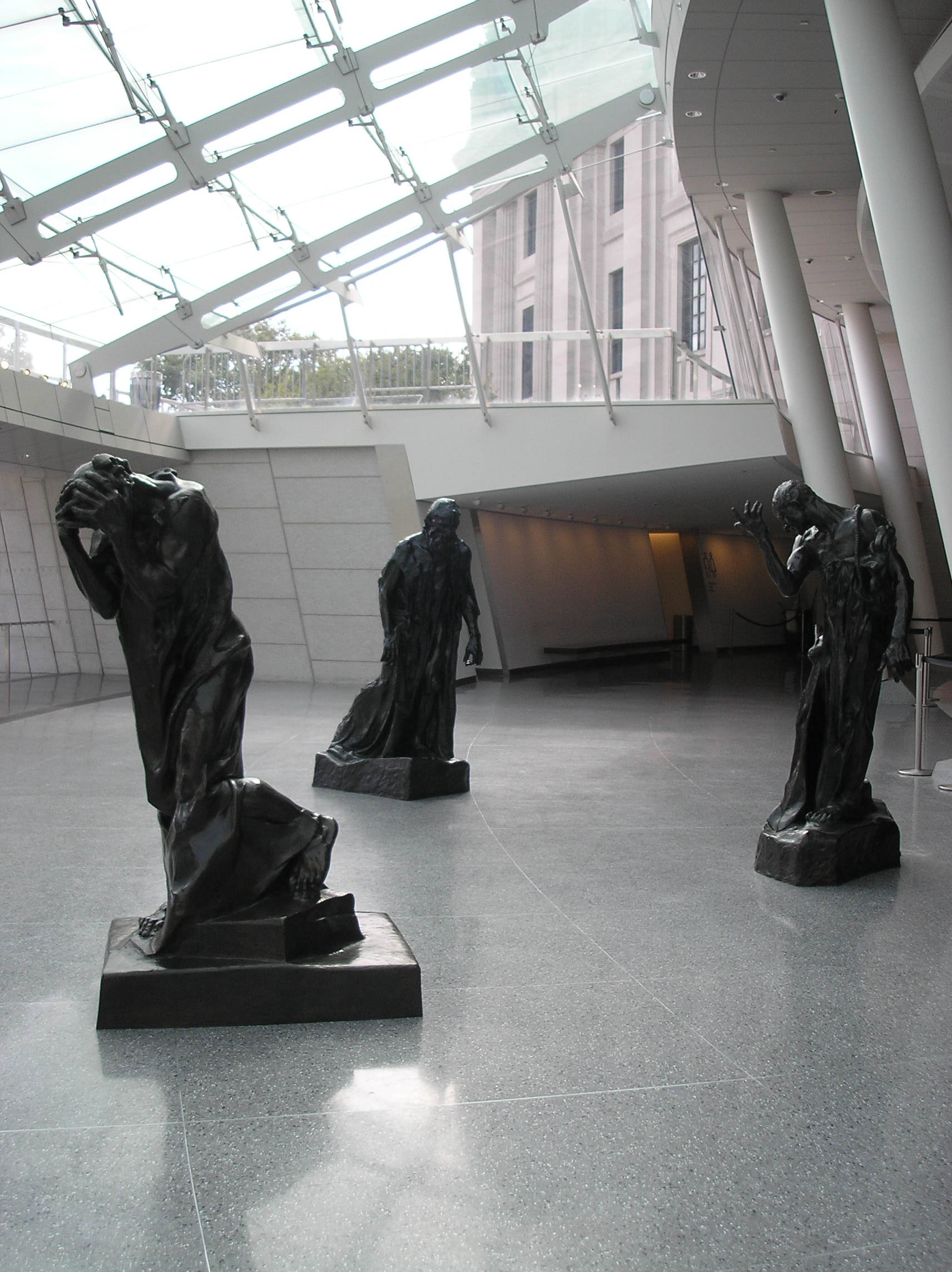
Os cidadãos de Calais - à entrada do Brooklyn Museum.
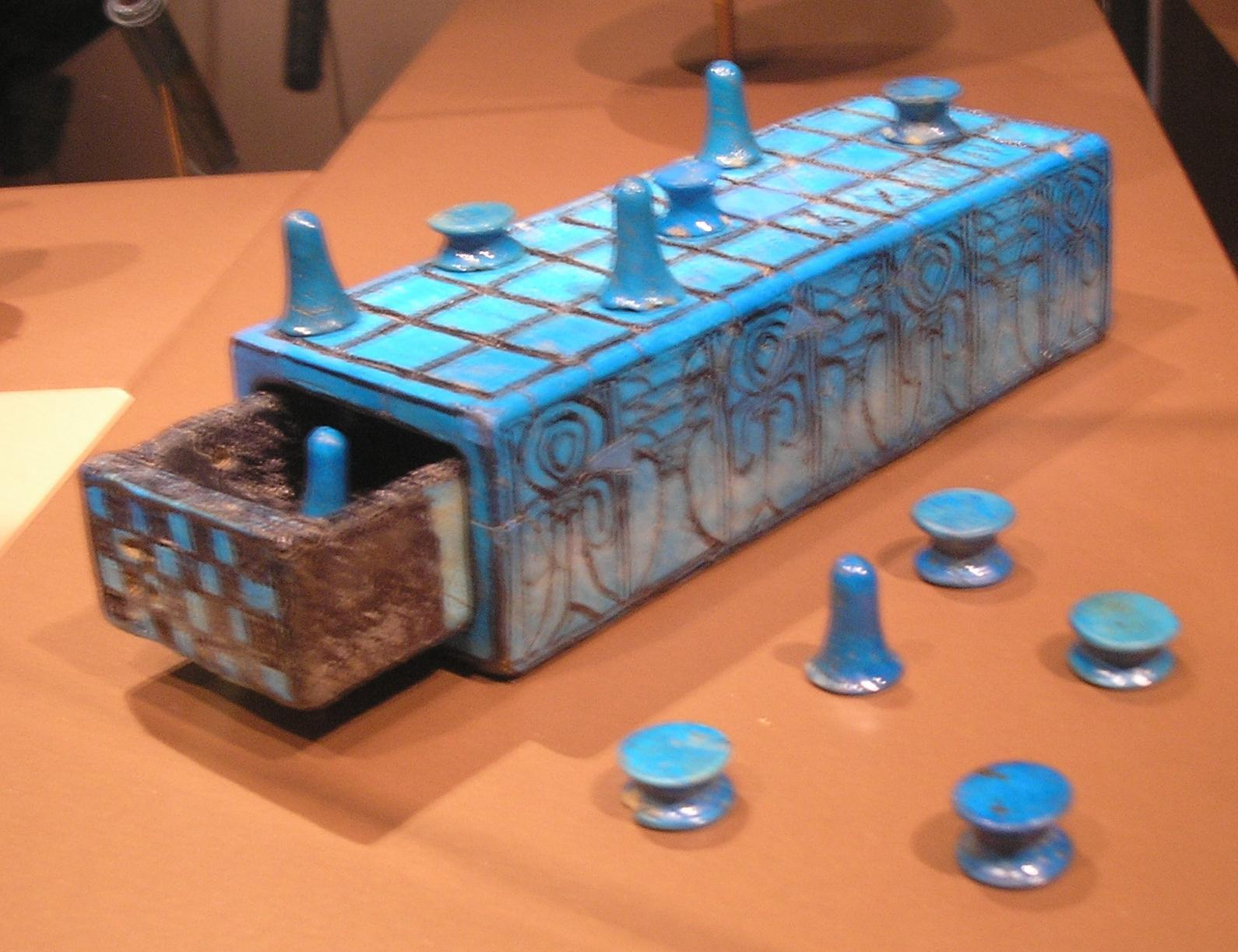
Um Senet, jogo do Antigo Egito encontrado na Tumba de Amenhotep III.